# Жак Базен де Безон
Жак Базен де Безон (фр. Jacques Bazin de Bezons; 14 листопада 1646, Париж — 22 травня 1733) — військовий та державний діяч Французького королівства, маркіз де Безон, маршал Франції.

## Життєпис
Походив з паризького шляхетського роду Базен. Його предки були адвокатами та очільниками факультетів Сорбонни. Другий син Клода Базена де Безон, члена Французької академії, і Марії Таржі. 
Почав службу 1661 року в Португалії під командуванням Фрідріха фон Шомберга. У 1667 брав участь в облозі і захопленні Форсіри. Після укладення 12 лютого 1668 року мирного договору між Іспанією та Португалією повернувся до Франції.
Під час Деволюційної війни був табірним ад'ютантом у маркіза де Пассажа в Північній Каталонії. Після підписання миру 1669 року вирушив разом з Франсуа III д'Обюссоном на допомогу обложеній османськими військами Кандії. Після капітуляції фортеці повернувся до Франції.
Служив табірним ад'ютантом у Льобре, який командував в Віварі проти місцевих гугенотів. 1670 року розсіяв тамтешніх заколотників. 1671 року очолив роту в Королівському кірасирському полку. На початку Голландської війни 1672 року перебував під орудою Анрі де Тюренна. Брав участь в облогах Мазека, Сен-Трону, Тонгра, Бюріка, Реєса, Арнему, форту Скенк, Німвегену, Кревкеру, Боммелю. У 1673 року відзначився при облозі Маастрихту. 1674 року відзначився в битві біля Сенефе, де був поранений. 1675 року очолив кавалерійський полк Безон, на чолі якого брав участь в облозі Лімбургу. 1676 року був при взятті Конде, Бухена, Ера, 1677 року — Валансьєну. У травні 1677 року призначено губернатором Каркассону. Відзначився в битві при Сен-Дені біля Монсу 14 серпня 1678 року проти голландських військ. Після закінчення війни 8 серпня 1679 розпустив свій полк, зберігши командирську роту, включену до складу полку Гріньян.
1680—1681 роках служив в Фландрії та Артуа. 1682 року переведено до Верхнього Ельзасу, в 1683 року — в таборі на річці Сона. 15 січня 1684 року знову зібрав свій полк, але після підписання Регенсбургського миру, що завершив війну за об'єднання, у вересні знову його розпустив. 1685 року знову перейшов на Сону.
1688 року стає бригадиром, тоді ж почалася Війна Аугсбурзької ліги. Воював в Німеччині під командуванням Людовика Великого Дофіна. Відзначився того ж року при облозі Філіппсбургу. Невдовзі стає генеральним інспектором кавалерії (до 1691 року). У 1689 році брав участь в битві при Валькурі. У 1690—1692 служив в Мозельській армії. 1690 року займався спостеріганням за діями бранденбурзького курфюрста. У 1691 був при бомбардуванні Льєжа, в 1692 — при облозі Намюра і битві при Стеєнкірке. 1693 року призначено табірним маршалом (на кшталт генерал-майора). Служив у Фландрській армії і командував резервним корпусом у битві біля Неєрвіндену. 1694 року брав участь в кампанії у Фландрії. Того ж року призначено генеральним директором кавалерії (до 1700 року). 1695 року брав участь у бомбардуванні Брюсселю. 1697 року відзначився при облозі Ата. У 1698 року служив в таборі поблизу Комп'єна.
1700 року став губернатором Гравеліну. У 1701 опанував Атою. Потім призначений в Німецьку армію Людовика, герцога Бургундського. Втім невдовзі був переведений до Італійської армії. Брав участь в битві при К'ярі. Наприкінці року був направлений до короля зі звітом про італійські справи. 1702 року призначено генерал-лейтенантом. Повернувся до Італійської армії. У травні рушив на допомогу Саббіонете, Мантуї і Гойто. Потім брав участь в битві при Луццарі. Відзначився під час захоплення Луццари і Говерноло.
У 1703 брав участь в облозі Наго, Арко. Командував армією на нижньому По на час відсутності Луї Жозеф де Вандома, що перебував в П'ємонті. Був поранений у бою біля Секкью. 1704 року брав участь в облогах Верчеллі та Івреї. У 1705 році брав участь в завоюванні Верує. У травні переведено до Верхньої Нормандії, був губернатором Гавра, узбережжя Пікардії до Кале, який 5 липня 1706 року також був переданий під його командування.
1707 року стає командувачем на території від Женевського озера до гирла Рони. Брав участь в атаці висот Сан-Катрін, що змусило принца Євгена Савойського зняти облогу Тулону. 1708 року отримав губернаторство Камбре, служив під керівництвом герцога Філіппа II Орлеанського при облозі і взятті Тортози.
1709 року очолив Іспанську армію. Невдовзі став маршалом Франції. 1710 призначений командувати Мозельською обсерваційною армією. 1711 року разом з маршалом Генріхом д'Аркуром отримав командування Рейнською армією, яка залишалася в бездіяльності. 1712 року стає одноосібним очільником Рейнської армії. Займався збором контрибуцій з князівств уздовж Рейну. 1713 року діяв спільно з маршалом Клодом де Вілларом, очільником Мозельської армії. У серпні того ж року зайняв Ландау. Потім стримував принца Євгена Савойського на Етлінгенських лініях, поки Віллар атакував лінії Роско, де оборонявся генерал Вобонн.
1715 року призначений членом Регентського ради. Зберігав підтримку регента Філіппа Орлеанського. 1722 року брав участь в коронації Людовика XV. Помер 1733 року в Парижі.

## Родина
Дружина — Марія Маргарита, донька Антуана Ле Менестреля, сеньйора де Ангеля.
Діти:
- Сюзанна (1695—1726), дружина Жана Ектора де Фе, маркіз де Ла Тур-Мобура, маршала Франції
- Марія Маргарита (1696—1722), дружина Жана Клода де Ластіка, маркіза де Сен-Жаль
- Жанна Луїза (1698—1723), черниця
- Людовик Габріель (1700—1740), маркіз де Безон
- Арман (1701—1778), єпископ Каркассону
- Катрін Схоластик (1706—1779), дружина Юбера Франсуа Д'Обюссон, графа де Ла Фейяда
- Жак Етьєн (1709—1742), полковник